# Vitamina E
Vitaminele E reprezintă un grup de vitamine liposolubile care pot fi clasificate în tocoferoli și tocotrienoli. Deficitul de vitamine E, care este rar și este de obicei cauzat de o problemă de digestie a grăsimilor alimentare, poate cauza probleme neurologice. Vitaminele E prezintă un rol de antioxidant, protejând membrana celulară de acțiunea distructivă a speciilor reactive de oxigen.